# Rabenau (Assia)
Rabenau è un comune tedesco di 5 154 abitanti,, situato nel land dell'Assia.